# 文部
文部（ぶんぶ）は、漢字を部首により分類したグループの一つ。
康熙字典214部首では67番目に置かれる（4画の7番目）。

## 概要
「文」の字は、あや・文字・文書・文学・文化・文明といった意味を表す。
『説文解字』では交わった紋様に象るというが、甲骨文字を見ると、人の上半身に刺青のある形である。偏旁の意符としては模様や装飾などに関わることを示す。
書体によっては4画目に筆押さえが付く場合がある。これは普通はデザイン差とされるが、漢和辞典で筆押さえがあるものが旧字体であるとされていたり、大規模文字セット等では区別されている場合もある。
日本語では「ぶんにょう」「ふみづくり」と呼称される場合があるが、実際に繞や旁の位置に来る漢字は日常の範囲内には存在しない。旁では「𣁉」「𣁊」「𣁏」「𣁖」など、繞では「𱡣」など（「彣」は彡部）という風に、Unicodeを見渡してみても現代の日常生活ではまず用いられないような漢字しかない。むしろ一般的な漢和辞典に載るような漢字では、「斌」「斒」「斕」のように偏に来たり、「斐」「斑」などのように脚その他の位置に置かれたりしている。

## 字体のデザイン差
「亠」同様、印刷書体（明朝体）における「文」字の1画目には地域による差異がある。『康熙字典』はこれを短い縦棒とし、日本・韓国はこれに従う。一方、中国の新字形・台湾の国字標準字体・香港の常用字字形表ではこれを点画としている（「文」と表記）。

## 部首の通称
- 日本：ぶん、ぶんにょう、ふみづくり
- 韓国：글월문부（geurwol mun bu、文章の文部）
- 英米：Radical script

## 部首字
文
- 広韻 - 無分切、文韻
- 詩韻 - 文韻、平声
- 三十六字母 - 微母
- 日本語 - 音：ブン（漢音）・モン（呉音） 訓：あや・ふみ
- 中国語 - ピンイン：wén 注音：ㄨㄣˊ ウェード式：wen 2
- 朝鮮語 - 訓音：글월（geurwol、文章） 문(mun)

甲骨文
金文
小篆

## 例字
- 文
- 8画（斑・斐・斌・𣁔・𣁕・𣁖）
- 斓・辬・斕・𣁫

### 最大画数
斖